# Spets (textil)

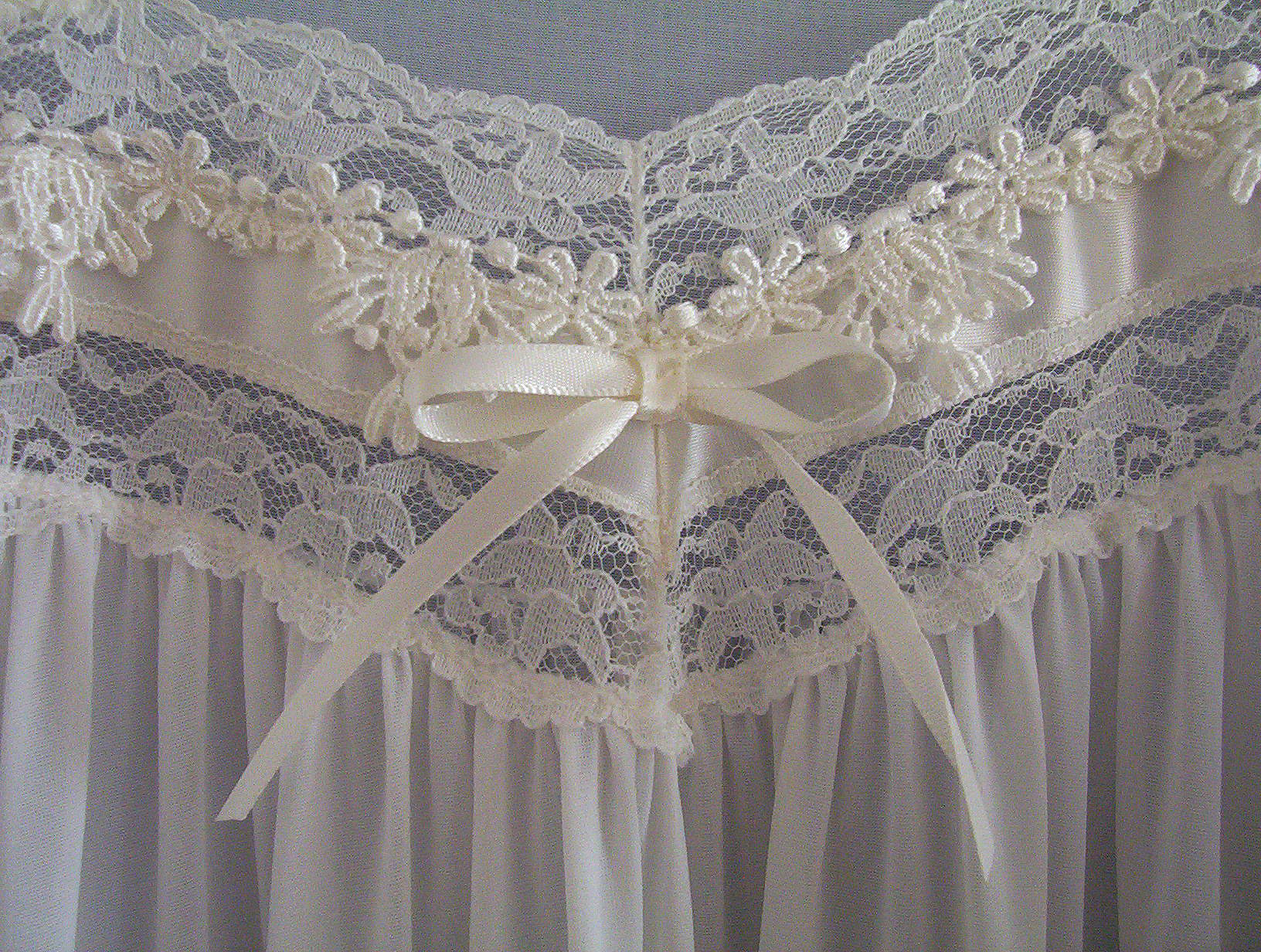
Spetsdekorationer i urringningen på ett nattlinne.

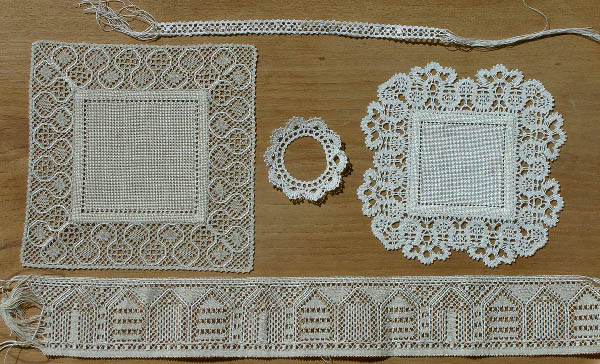
Några knypplade spetsar.

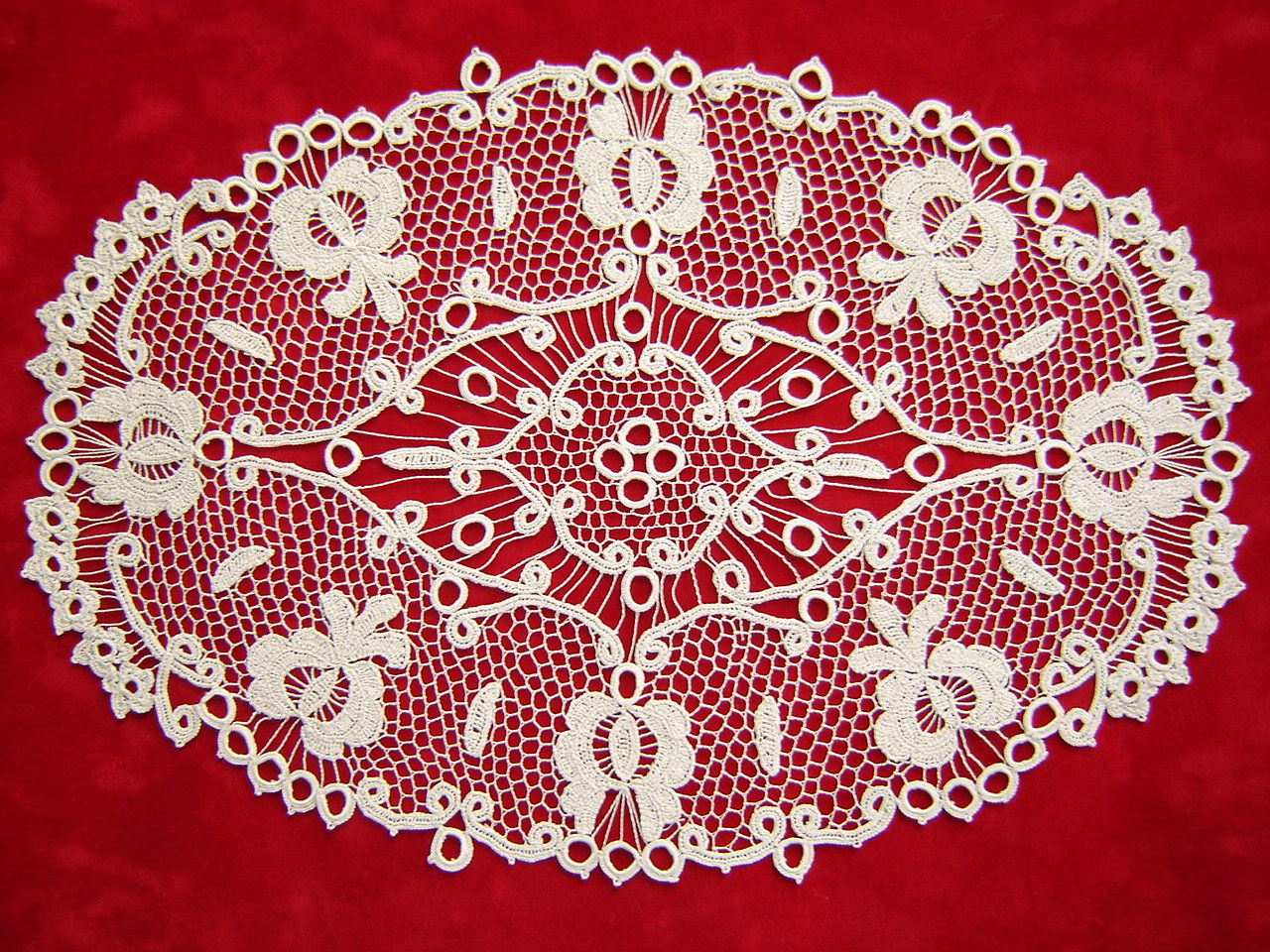
Exempel på ungersk spets.

En spets är en genombruten, mönstrad tunn textil, utförd i olika material som till exempel linne, silke och bomull och med olika tekniker, som exempelvis sömnad, knytning, flätning, språngning, vävning, stickning, virkning och knyppling. 
Som äkta spetsar räknas dock endast sydda och knypplade spetsar. De mest förnämliga spetsarna tillverkas i Venedig. Spets pryder vanligtvis bordsdukar och kläder. Förr hade även överlakan och örngott spetsar.

## Typer av spets
- Abruzzerspets
- Baby Irish är en smal spets i irländsk virkning, framställd i Irland under 1800-talet.
- Bisette är en smal grov spets som under 1600-talet tillverkades för eget bruk av bondkvinnorna i trakten kring Paris.
- Flätspets, enklaste formen av knypplad spets. Som namnet antyder består den bara av flätor, varför den inte heller har några täta partier. Flätspetsen har vidareutvecklats till formslagsspetsen.
- Formslagsspets är flätspets kombinerad med mönsterformer i så kallade formslag. Ett exempel på formslagsspets är genuaspets från 1600-talet.
- Granatspets är en äldre benämning på svarta spetsar tillverkade av grenadine. Spetstypen används vanligen till slöjor, sjalar och besättningar.

## Historik
Ursprungligen utfördes spetsarna som avslutning på ett tyg med utnyttjande av tygets trådar. En spets i sträng bemärkelse är emellertid obunden av trådarna i en vävnad. Som de sydda spetsarnas föregångare räknas den senmedeltida reticellatekniken, som var ett sorts geometriskt nätbroderi.
I början av 1500-talet övergav man i Italien denna stil till förmån för ett friare mönster, och därmed lades grunden för den senare utvecklingen. Mönsterböcker spreds i Europa och tjänade som förebilder ända fram till barocken. Venedigs barockspetsar, ”point de Venise” betecknar en höjdpunkt av denna konstutövning. Genua, Malta och Milano var också berömda för sina spetsar.
Frankrike fick på initiativ av Ludvig XIV:s finansminister, Colbert, ”spetsskolor”, där tillverkningen var statligt kontrollerad. Produkterna kallades ”point de France”. Alençon, Argentan och Chantilly var huvudorter för detta hantverk, som i stort sett försvann med revolutionen. Under 1700-talet var istället Belgien den knypplade spetsens speciella hemvist.
I de nordiska länderna har danska spetsar från Tønder, finska från Raumo och svensk från Vadstena blivit särskilt kända. I samtliga fall gäller det främst knyppling. Vadstenaspetsarna torde inte ha med klosterkulturen att skaffa; snarare är de ett minne av ett manufakturverk på 1700-talet, dit man införskrev flamländska textilarbetare, som kan ha introducerat sitt hemlands knypplingsteknik.  Under 1800-talet utvecklades en större spetsindustri i Vadstena, dominerad av Anna Elisabeth Hartwick (1796–1882) och Catharina Lidman (1792–1856).
Genom bland andra västgötaknallar spreds Vadstenaspetsarna i Sverige och efterbildades i bland annat Gagnef, Floda, Mockfjärd och Ore i Dalarna samt Ovanåker i Hälsingland. Blekingespetsarna är originella med sina inflätade röda och blå trådar. Kulörta trådar förekommer också i Delsbospetsarna. Särskilt rikt utformad har spetstraditionen varit i Skåne.
De svenska spetsalstren distribueras numera främst genom hemslöjdsbutikerna. När man började maskintillverka spetsar försökte man efterlikna de handgjorda. Så blev inte minst de svenska knypplade spetsarna utsatta för välgjorda maskinvävda imitationer.